# Пирамидальная мышца
Пирамидальная мышца (лат. Musculus pyramidalis) небольшая рудиментарная мышца (у сумчатых животных она охватывает детскую сумку), имеет форму треугольника, обращённого острым углом вверх. Располагается внутри фиброзного влагалища прямой мышцы живота. Пирамидальная мышца начинается на лобковом гребне, идёт снизу вверх и вплетается в белую линию живота.

## Функция
Пирамидальная мышца натягивает белую линию живота.

## Иннервация
Подвздошно-подчревный и подвздошно-паховый нервы.

## Кровоснабжение
Нижняя надчревная, кремастерная артерии.